# ニガー
ニガー（英語: nigger）とは、主に英語圏において、一般に黒人を指す蔑称として用いられるスラングの一つである。
黒んぼ、黒奴と和訳される。

## 歴史
ラテン語の negro（ネグロ：黒い色の意味）を語源とし、この negro または neger から negar、フランス語: nègre の影響を受けながら nigger に転じ、大英帝国によるインド植民地化の過程でイギリス人が現地人に対して用いたのが、直接的な起源であるといわれている。あるいはポルトガル人かオランダ人の商人から植民者たちが直接聞いて知った言葉ともいわれる。大西洋奴隷貿易の時代にはまだ軽蔑的な意味合いは薄く、黒人への中立的な呼称として用いられていたが、しだいに侮蔑的な意味を持つようになっていった。また、現在では黒人同士が軽蔑的な意味を持たずにNiggerと呼び合うことがある。 
アメリカ合衆国では、公民権運動が活発化する1960年代までは白人および黒人の両者において自由に用いられていたが、今日では単語それ自体が強烈な社会的タブーとして扱われており、ときには人種差別として解雇理由にさえなる。例えば、多くの新聞や雑誌が nigger という単語を扱う場合にそのまま印刷せず、n**ger、n*gg*r、n—— というように文字を欠落させたり、the N-word（Nワード）という表現で代替したりするほどである。
2007年2月28日には、ニューヨーク市にてこの単語の使用を禁止する条例が制定された。

## 例外的用法
非黒人が黒人に対して侮蔑の意味合いを込めて用いる場合ではなく、黒人が黒人同士でこの単語を用いることがある。"What's up, bro"（「やあ、兄弟」）のように、親近感をあらわす表現として、黒人が同じ黒人を呼ぶのに用いる場合である。このようなニュアンスで使われる場合は、音節末尾のrは発音されず（これは黒人英語の特徴である）、書面でも Nigga とつづられる。とりわけ若者が多く使うが、黒人の中にはこの単語の由来から、こういった用法に反対する者もいる。この語のRhoticな（AAVE的ではない）発音は Hard-R と称され許容されない。メリアム＝ウェブスター版の英語辞典にもあるように、黒人や肌の色が黒い人種という従来の意味のほか、社会的に不利な立場の階級の人間を指すこともある。この場合は卑語とはみなされない。
ニューヨークなどの大都市では、若い黒人男性や黒人の多い地区の公立学校に通った非黒人の子供たちを中心として、「野郎」や「奴」というようなニュアンスで男性を「ニガー」と指す場合が多い。この場合でも、親しい間柄や仲間意識がある者同士以外では、この単語で相手を呼ぶのは失礼である。
- 使用実例：’Entrepreneur niggas and the moguls’（実業家やビジネス界の大物のことよ） - ニッキー・ミナージュの楽曲「スーパーベース」歌詞より

2013年には、黒人同士が使用していたことから愛称であると勘違いした韓国人女性が黒人女性上司に対してこの単語を使用して解雇されたことを、韓国語メディアが伝えている。このように、ときには解雇理由にもなりうるため、「例外的使用」を目撃したとしても非黒人は絶対に使用すべきではないとされている。
また、黒人同士であっても、すべての間柄で「ニガー」という単語が許されるわけでもない。黒人同士でも、「ニガー」は嫌がらせとして使用される場合がある。2013年のニューヨークで、黒人男性からしつこく「ニガー」と呼ばれた黒人女性が、この男性を訴えた。裁判所は、この男性の言葉は、相手を挑発する嫌がらせが目的であるとして、男性に28万ドルの賠償を命じた。
その他、黒人以外の被差別人種にも、使用される場合がある。アメリカの白人のうち、少数派であるイタリア人やアイルランド人を出自とする移民たちは、他の白人たちから「White nigger」や「Nigger wop」などと呼ばれた。

## 大衆文化における用例

### 音楽
- スライ&ザ・ファミリー・ストーン - 1969年の楽曲「Don't Call Me Nigger, Whitey」。
- ジョン・レノン&オノ・ヨーコ - 1972年の楽曲「Woman Is The Nigger of The World」（邦題：女は世界の奴隷か!）。この曲では、フェミニズムについて歌った曲で、女性が黒人に擬せられている。
- パティ・スミス・グループ - 1978年の楽曲「Rock N Roll Nigger」（邦題：ロックン・ロール・ニガー）。
- エルヴィス・コステロ&ジ・アトラクションズ - 1979年の楽曲「Oliver's Army」の中で「White nigger」という言葉が用いられる。
- プリンス - 1993年に「ザ・ニュー・パワー・ジェネレーション」名義で発売したアルバム「Gold Nigga」。
- ラッパーのナズ - 2008年に発表したアルバムは、当初『Nigger（ニガー）』と名づけられる予定であったが、抗議を受けて『Untitled（無題）』と改題された[7]。

### その他
- イギリスの作家アガサ・クリスティによる小説「Ten Little Niggers」（邦題『そして誰もいなくなった』）はイギリス国内ではこのタイトルで出版されたが、アメリカ版では不適切として「And Then There Were None」に修正され、後にイギリス版もこのタイトルに改められた。なお作中に登場する Nigger もインディアンに変えられたが、こちらも差別的として変更された。

- 映画『ラッシュアワー』でジャッキー・チェン演じるリーがクリス・タッカーが黒人同士で「my nigga」と呼んでいるのを聞いて、それを真似して相手の黒人を「nigga」と呼んでしまい、乱闘になるシーンがある。

## 派生語
主にアメリカ合衆国において、次のような派生語が確認されている。
ウィガー（wigger、時にwigga/whigger/whigga）
かばん語 (white + nigger) であり、都市部の黒人（のステレオタイプ）と似た振る舞いや身なりの白人を指して用いられるスラング。郊外の裕福な家庭に育った白人の若者が多く、いわゆるギャングスタの黒人の身なりを真似し、ヒップホップ文化に陶酔するというのがその類型である。著名な用例は、アメリカの白人ラッパー・エミネムの楽曲『The Way I Am』の歌詞の一部として現れるものなど。
オレオ (oreo)
白人とつるんで白人と似た振る舞いや身なりの黒人を指して用いられるスラング。オレオクッキー（外が黒く中身が白い）から。
バナナ (banana)
白人とつるんで白人と似た振る舞いや身なりのアジア人を指して用いられるスラング。果物のバナナ（外が黄色く中身が白い）から。
ペッカーウッド (peckerwood)
元々は南部の貧乏な白人のことを意味していた。白人に対する蔑称。
チガー (chigger)
Wigger同様のかばん語（Chinese + nigger または Chink + nigger）であり、都市部の黒人（のステレオタイプ）と似た振る舞いや身なりの中国系アメリカ人やその他のアジア系アメリカ人を指して用いられるスラング。